# Mkoani
Mkoani ist eine Stadt in Tansania. Sie ist nach Chake-Chake und Wete die drittgrößte Stadt auf der zum tansanischen Bundesstaat Sansibar gehörenden Insel Pemba und zentraler Verwaltungsort der Region Pemba Kusini (englisch Pemba South region).

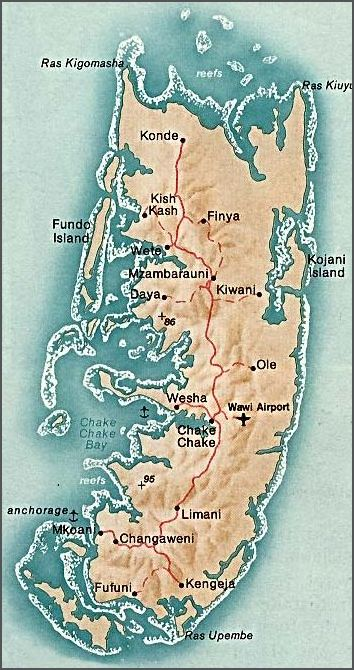
Die Insel Pemba.

## Geographie
Mkoani liegt im Südwesten der Insel Pemba am Indischen Ozean und hatte im Jahr 2002 rund 10.000 Einwohner.
Das Klima in Mkoani ist tropisch, Am nach der effektiven Klimaklassifikation. Im Jahresdurchschnitt fallen fast 2000 Millimeter Niederschlag. Am meisten regnet es in den Monaten April und Mai mit jeweils rund 500 Millimeter, am wenigsten in den Monaten August und September mit jeweils kaum 50 Millimeter. Die Durchschnittstemperatur liegt bei 27,9 Grad Celsius, am wärmsten ist es im März, am kühlsten im August.

## Einrichtungen und Dienstleistungen
- Das Krankenhaus Abdulla Mzee Hospital wurde im Jahr 2016 mit chinesischer Hilfe eröffnet. Es hat eine Kapazität von 157 Betten in den Stationen Chirurgie, Hals-Nasen-Ohren, Innere Medizin, Kinderheilkunde, Gynäkologie, Orthopädie und Psychiatrie.[3]

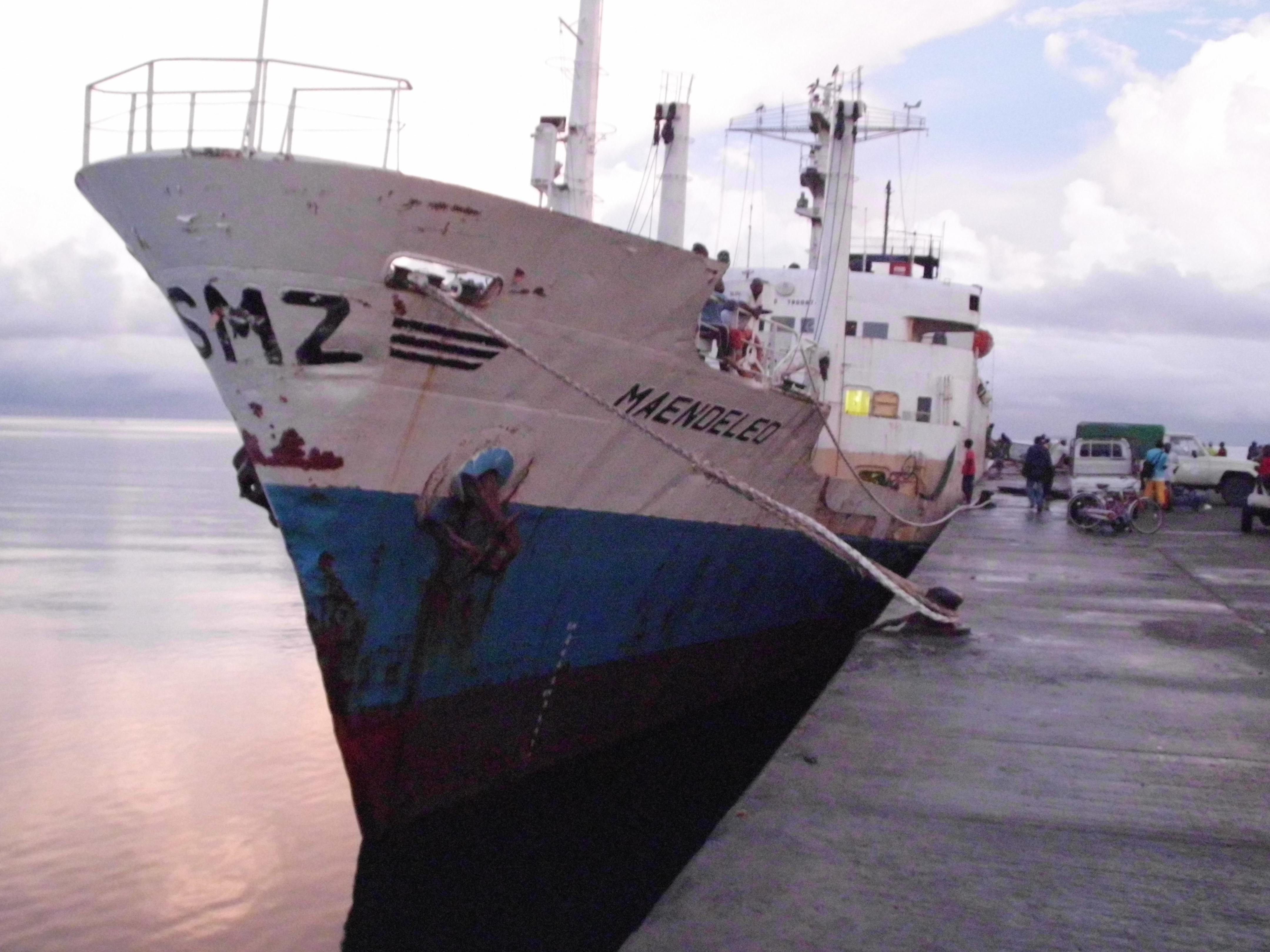
Der Hafen von Mkoani.

## Wirtschaft und Infrastruktur
Die Erwerbszweige der Bevölkerung sind hauptsächlich Landwirtschaft, kleine Werften und die öffentliche Verwaltung.
- Hafen: Der Hafen in Mkoani ist der wichtigste Hafen der Insel Pemba.[4] Er wurde in den Jahren 1925/26 erbaut und Anfang der 1990er Jahre mit EU-Unterstützung erweitert. Seither kann er von Schiffen bis 4,9 Meter Tiefgang, 75 Meter Länge und 6000 Tonnen Eigengewicht angefahren werden.[5][6] Fähren verbinden die Insel über Sansibar nach Daressalam.[7]

## Politik
Mkoani hat einen Stadtrat, der von der Bevölkerung gewählt wird. Der zuständige Minister kann zusätzlich zwei Stadträte ernennen. Die Stadträte wählen daraus ihren Vorsitzenden.

## Ausflugsziele
- Sandstrand bei Wambaa: Nördlich der Stadt liegt in der Mkoani-Bucht der Badestrand von Wambaa.[8]